# Alexandre Serafimovitch
Œuvres principales
Le Torrent d'Acier
Alexandre Serafimovitch (Александр Серафимович), né Alexandre Serafimovitch Popov le 19 janvier 1863 dans un petit village de l'Oblast de l'armée du Don, et mort à Moscou le 19 janvier 1949 est un écrivain russe et soviétique.

## Biographie
Alexandre Serafimovich grandit dans un petit village de Cosaques situé en bordure du Don. Élève doué, il parvient à entrer à l'Université de Saint-Pétersbourg où il suit des études à la faculté de mathématiques. C'est au sein de cette université qu'il se lie d'amitié avec l'étudiant narodnik Alexandre Oulianov, le frère ainé de Lénine, qui est exécuté par le régime tsariste en 1887. Alexandre Serafimovich est lui-même arrêté en raison de ses activités politiques et déporté à Mezen, une ville du nord de l'Empire russe. Durant son exil il devient marxiste, et à partir de 1889, il commence à écrire des romans et nouvelles dans lesquels il dénonce les conditions de vie de la paysannerie russe. 
Il s'installe à Moscou en 1902, et rejoint le groupe littéraire Sreda réuni autour de Nikolaï Telechov (ru). Il y est alors connu sous le pseudonyme Kudrino. 
Serafimovitch participe à la Révolution de 1905 et rend hommage dans ses écrits aux révolutionnaires de son époque. Lorsque la Révolution russe éclate, Alexandre Serafimovitch rejoint le rang des bolchéviks et adhère plus tard au Parti communiste. 
En 1918, il dirige la section littéraire du journal Izvestia.
De la période de la guerre civile il tire son œuvre majeure: Le Torrent de fer (1924), qui relate la traversée de la Péninsule de Taman par les unités de l'Armée rouge. Serafimovitch adapte son roman pour le théâtre en 1934, à la demande de Nikolai Okhlopkov, alors directeur du Théâtre Réaliste à Moscou.
Alexandre Serafimovitch continuera sa carrière par l'écriture de pièces de théâtre, nouvelles et romans relatant l'édification de l’État soviétique.
En 1926-1929, il est rédacteur en chef du mensuel littéraire Oktyabr publié à Moscou.
Alexandre Serafimovitch est enterré au cimetière de Novodevitchi.

## Œuvres
- Le Torrent de Fer (traduit du russe par Maurice Parijanine, 1930)